# Yannick Ferreira Carrasco
Yannick Ferreira Carrasco, belgijski nogometaš, * 4. september 1993, Ixelles, Belgija.
Carrasco je vezni igralec pri Atlético Madridu in napadalec pri belgijski nogometni reprezentanci.